# Van-Royena
Van-Royena  es un género monotípico de plantas con flores perteneciente a  la familia Sapotaceae. Su única especie: Van-royena castanosperma (C.T.White) Aubrév., Adansonia, n.s., 3: 329 (1963), es originaria de Queensland en Australia.

## Sinonimia
- Chrysophyllum castanospermum C.T.White, Bot. Bull. Dept. Agric. Queensland 21: 12 (1919).
- Lucuma castanosperma (C.T.White) C.T.White & W.D.Francis, Proc. Roy. Soc. Queensland 35: 74 (1923).
- Pouteria castanosperma (C.T.White) Baehni, Candollea 9: 295 (1942).

## Galería de imágenes
|        |
| Hábito |

|                |
| Tronco y ramas |

|       |
| Hojas |